# GT World Challenge Europe 2023
Navigation
Édition précédente Édition suivante
La saison 2023 du GT World Challenge Europe est la dixième saison de ce championnat et se déroule du 23 avril 2023 au 15 octobre 2023 sur un total de dix manches.

## Calendrier de la saison 2023
| Manche | Circuit                                                         | Date                     | Championnat |
| ------ | --------------------------------------------------------------- | ------------------------ | ----------- |
| 1      | Autodromo Enzo e Dino Ferrari, Imola, Italie                    | 22-23 avril              | Endurance   |
| 2      | Circuit de Brands Hatch, Longfield, Grande-Bretagne             | 13-14 Mai                | Sprint      |
| 3      | Circuit Paul Ricard, Le Castellet, France                       | 3-4 juin                 | Endurance   |
| 4      | Circuit de Spa-Francorchamps, Francorchamps, Belgique           | 29 Juin –2 Juillet       | Endurance   |
| 5      | Misano World Circuit Marco Simoncelli, Misano Adriatico, Italie | 15 Juillet –16 Juillet   | Sprint      |
| 6      | Nürburgring, Nürburg, Allemagne                                 | 29 – 30 Juillet          | Endurance   |
| 7      | Hockenheimring, Hockenheim, Allemagne                           | 2 - 3 Septembre          | Sprint      |
| 8      | Circuit de Valence Ricardo Tormo, Cheste, Espagne               | 16 – 17 Septembre        | Sprint      |
| 9      | Circuit de Barcelona-Catalunya, Montmeló, Espagne               | 30 septembre - 1 octobre | Endurance   |
| 10     | Circuit de Zandvoort, Zandvoort, Pays-Bas                       | 14 – 15 Octobre          | Sprint      |

## Engagés

### Coupe Endurance
| N°  | Pays                          | Écurie                                   | Voiture                                                  | Catégorie                 | Pilotes                           | Pilotes                           | Pilotes                              |
| --- | ----------------------------- | ---------------------------------------- | -------------------------------------------------------- | ------------------------- | --------------------------------- | --------------------------------- | ------------------------------------ |
| 2   |                               | GetSpeed                                 | Mercedes-AMG GT3 Evo                                     | PA                        | Andrzej Lewandowski (Toutes)      | Aaron Walker (Toutes)             | Lance Bergstein (1-4)                |
| 2   | Lewis Williamson (en) (3)     | GetSpeed                                 | Mercedes-AMG GT3 Evo                                     | PA                        | Adam Osieka (5)                   |                                   |                                      |
| 3   |                               | GetSpeed                                 | Mercedes-AMG GT3 Evo                                     | B                         | Patrick Assenheimer (de) (Toutes) | Florian Scholze (Toutes)          | Alex Peroni (1-4)                    |
| 3   | Kenneth Heyer (3)             | GetSpeed                                 | Mercedes-AMG GT3 Evo                                     | B                         | Lucas Auer (5)                    |                                   |                                      |
| 4   |                               | Crowdstrike Racing par Riley             | Mercedes-AMG GT3 Evo                                     | PA                        | Colin Braun (3)                   | Felipe Fraga (3)                  | Ian James (3)                        |
| 4   | George Kurtz (3)              | Crowdstrike Racing par Riley             | Mercedes-AMG GT3 Evo                                     | PA                        |                                   |                                   |                                      |
| 5   |                               | Optimum Motorsport                       | McLaren 720S GT3 Evo                                     | G                         | Sam De Haan (Toutes)              | Charlie Fagg (Toutes)             | Dean MacDonald (en) (Toutes)         |
| 5   | Tom Gamble (3)                | Optimum Motorsport                       | McLaren 720S GT3 Evo                                     | G                         |                                   |                                   |                                      |
| 6   |                               | K-Pax Racing (en)                        | Lamborghini Huracán GT3 Evo2                             | P                         | Marco Mapelli (en) (Toutes)       | Sandy Mitchell (en) (Toutes)      | Franck Perera (Toutes)               |
| 7   |                               | Inception Racing                         | McLaren 720S GT3 Evo                                     | B                         | Brendan Iribe (3)                 | Ollie Millroy (3)                 | Fran Rueda (3)                       |
| 7   | Frederik Schandorff (3)       | Inception Racing                         | McLaren 720S GT3 Evo                                     | B                         |                                   |                                   |                                      |
| 8   |                               | AGS Events                               | Lamborghini Huracán GT3 Evo2                             | B                         | Antonin Borga (1-4)               | Leonardo Gorini (1-4)             | Nico Jamin (1-4)                     |
| 9   |                               | Boutsen VDS                              | Audi R8 LMS Evo II                                       | G                         | Alberto Di Folco (Toutes)         | Adam Eteki (Toutes)               | Aurélien Panis (Toutes)              |
| 9   | Thomas Laurent (3)            | Boutsen VDS                              | Audi R8 LMS Evo II                                       | G                         |                                   |                                   |                                      |
| 10  |                               | Boutsen VDS                              | Audi R8 LMS Evo II                                       | S                         | Andrea Cola (en) (Toutes)         | César Gazeau (Toutes)             | Roee Meyuhas (en) (Toutes)           |
| 10  | Loris Cabirou (3)             | Boutsen VDS                              | Audi R8 LMS Evo II                                       | S                         |                                   |                                   |                                      |
| 11  |                               | Comtoyou (en)                            | Audi R8 LMS Evo II                                       | P                         | Christopher Haase (Toutes)        | Frédéric Vervisch (Toutes)        | Gilles Magnus (en) (1–3, 5)          |
| 11  | Kobe Pauwels (4)              | Comtoyou (en)                            | Audi R8 LMS Evo II                                       | P                         |                                   |                                   |                                      |
| 12  |                               | Comtoyou (en)                            | Audi R8 LMS Evo II                                       | S                         | Sam Dejonghe (Toutes)             | Loris Hezemans (en) (Toutes)      | Finlay Hutchison (Toutes)            |
| 12  | Lucas Légeret (de) (3)        | Comtoyou (en)                            | Audi R8 LMS Evo II                                       | S                         |                                   |                                   |                                      |
| 15  |                               | BMW Italia Ceccato Racing                | BMW M4 GT3                                               | PA                        | Marco Cassarà (1)                 | Stefano Comandini (1)             | Francesco Guerra (1)                 |
| 16  |                               | Uno Racing Team                          | Audi R8 LMS Evo II                                       | PA                        | Adderly Fong (3)                  | Xiaole He (3)                     | Junlin Pan (3)                       |
| 16  | "Rio" (3)                     | Uno Racing Team                          | Audi R8 LMS Evo II                                       | PA                        |                                   |                                   |                                      |
| 17  |                               | Scherer Sport PHX                        | Audi R8 LMS Evo II                                       | P                         | Luca Engstler (en) (3)            | Kelvin van der Linde (3)          | Nicki Thiim (3)                      |
| 19  |                               | Iron Lynx                                | Lamborghini Huracán GT3 Evo2                             | G                         | Michele Beretta (en) (Toutes)     | Leonardo Pulcini (Toutes)         | Rolf Ineichen (1-4)                  |
| 19  | Pierre-Louis Chovet (5)       | Iron Lynx                                | Lamborghini Huracán GT3 Evo2                             | G                         |                                   |                                   |                                      |
| 20  |                               | Huber Motorspor                          | Porsche 911 GT3 R                                        | B                         | Antares Au (3)                    | Matteo Cairoli (3)                | Jannes Fittje (3)                    |
| 20  | Tim Heinemann (en) (3)        | Huber Motorspor                          | Porsche 911 GT3 R                                        | B                         |                                   |                                   |                                      |
| 21  |                               | Comtoyou Racing (en)                     | Audi R8 LMS Evo II                                       | G                         | Nicolas Baert (Toutes)            | Maxime Soulet (Toutes)            | Max Hofer (1–3, 5)                   |
| 21  | Gilles Magnus (en) (4)        | Comtoyou Racing (en)                     | Audi R8 LMS Evo II                                       | G                         |                                   |                                   |                                      |
| 22  |                               | CLRT                                     | Porsche 911 GT3 R                                        | PA                        | Dorian Boccolacci (2)             | Emil Caumes (2)                   | Stéphane Denoual (2)                 |
| 23  |                               | Grove Racing (en)                        | Porsche 911 GT3 R                                        | B                         | Earl Bamber (3)                   | Brenton Grove (en) (3)            | Stephen Grove (3)                    |
| 23  | Anton de Pasquale (en) (3)    | Grove Racing (en)                        | Porsche 911 GT3 R                                        | B                         |                                   |                                   |                                      |
| 24  |                               | Car Collection Motorsport                | Porsche 911 GT3 R                                        | PA                        | Alex Fontana (Toutes)             | Ivan Jacoma (Toutes)              | Nicolas Leutwiler (Toutes)           |
| 24  | Nico Menzel (3)               | Car Collection Motorsport                | Porsche 911 GT3 R                                        | PA                        |                                   |                                   |                                      |
| 25  |                               | Saintéloc Junior Team                    | Audi R8 LMS Evo II                                       | P                         | Simon Gachet (Toutes)             | Christopher Mies (Toutes)         | Patric Niederhauser (Toutes)         |
| 26  |                               | Saintéloc Junior Team                    | Audi R8 LMS Evo II                                       | S                         | Erwan Bastard (Toutes)            | Grégoire Demoustier (Toutes)      | Paul Evrard (Toutes)                 |
| 26  | Antoine Doquin (3)            | Saintéloc Junior Team                    | Audi R8 LMS Evo II                                       | S                         |                                   |                                   |                                      |
| 30  |                               | Team WRT                                 | BMW M4 GT3                                               | G                         | Niklas Krütten (Toutes)           | Jean-Baptiste Simmenauer (Toutes) | Calan Williams (Toutes)              |
| 31  |                               | Team WRT                                 | BMW M4 GT3                                               | B                         | Lewis Proctor (1–2, 4–5)          | Tim Whale (1–2, 5)                | Adam Carroll (1–2)                   |
| 31  | Jens Klingmann (4)            | Team WRT                                 | BMW M4 GT3                                               | B                         | Darren Leung (4)                  | Jesse Krohn (5)                   |                                      |
| 31  | P                             | Team WRT                                 | BMW M4 GT3                                               | Adam Carroll (3)          | Lewis Proctor (3)                 | Tim Whale (3)                     |                                      |
| 32  |                               | Team WRT                                 | BMW M4 GT3                                               | P                         | Sheldon van der Linde (Toutes)    | Dries Vanthoor (Toutes)           | Charles Weerts (en) (Toutes)         |
| 33  |                               | Bullitt Racing                           | Aston Martin Vantage AMR GT3                             | S                         | Romain Leroux (Toutes)            | Jacob Riegel (Toutes)             | Jeff Kingsley (1-4)                  |
| 33  | Ruben del Sarte (3)           | Bullitt Racing                           | Aston Martin Vantage AMR GT3                             | S                         | Maxime Robin (5)                  |                                   |                                      |
| 35  |                               | Walkenhorst Motorsport                   | BMW M4 GT3                                               | B                         | Anders Buchardt (de) (Toutes)     | James Kell (Toutes)               | Thomas Neubauer (en) (1-4)           |
| 35  | Bailey Voisin (en) (3)        | Walkenhorst Motorsport                   | BMW M4 GT3                                               | B                         | Ben Green (5)                     |                                   |                                      |
| 38  |                               | ST Racing avec Rinaldi                   | Ferrari 488 GT3 Evo2020 Ferrari 296 GT3                  | PA                        | Samantha Tan (Toutes)             | Isaac Tutumlu (en) (Toutes)       | Jon Miller (1-4)                     |
| 38  | Leonard Weiss (3)             | ST Racing avec Rinaldi                   | Ferrari 488 GT3 Evo2020 Ferrari 296 GT3                  | PA                        | Lorcan Hanafin (5)                |                                   |                                      |
| 40  |                               | Tresor Attempto Racing                   | Audi R8 LMS Evo II                                       | P                         | Mattia Drudi (en) (Toutes)        | Ricardo Feller (en) (Toutes)      | Dennis Marschall (en) (Toutes)       |
| 44  |                               | CLRT                                     | Porsche 911 GT3 R                                        | B                         | Clément Mateu (Toutes)            | Steven Palette (Toutes)           | Hugo Chevalier (1-3)                 |
| 44  | Frédéric Makowiecki (3-5)     | CLRT                                     | Porsche 911 GT3 R                                        | B                         |                                   |                                   |                                      |
| 46  |                               | Team WRT                                 | BMW M4 GT3                                               | P                         | Augusto Farfus (Toutes)           | Maxime Martin (Toutes)            | Valentino Rossi (Toutes)             |
| 50  |                               | AF Corse                                 | Ferrari 296 GT3                                          | B                         | Simon Mann (3)                    | Ulysse de Pauw (en) (3)           | Julien Piguet (3)                    |
| 50  | Nicolás Varrone (en) (3)      | AF Corse                                 | Ferrari 296 GT3                                          | B                         |                                   |                                   |                                      |
| 51  |                               | AF Corse                                 | Ferrari 296 GT3                                          | P                         | Nicklas Nielsen (Toutes)          | Alessio Rovera (Toutes)           | Robert Shwartzman (Toutes)           |
| 52  |                               | AF Corse                                 | Ferrari 488 GT3 Evo2020 Ferrari 296 GT3                  | B                         | Andrea Bertolini (Toutes)         | Jef Machiels (Toutes)             | Louis Machiels (pl) (Toutes)         |
| 52  | Lilou Wadoux (3)              | AF Corse                                 | Ferrari 488 GT3 Evo2020 Ferrari 296 GT3                  | B                         |                                   |                                   |                                      |
| 53  |                               | AF Corse                                 | Ferrari 296 GT3                                          | S                         | Manny Franco (5)                  | Cédric Sbirrazzuoli (5)           | Lilou Wadoux (5)                     |
| 54  |                               | Dinamic GT                               | Porsche 911 GT3 R                                        | P                         | Christian Engelhart (en) (Toutes) | Ayhancan Güven (Toutes)           | Sven Müller (Toutes)                 |
| 55  |                               | Dinamic GT                               | Porsche 911 GT3 R                                        | B                         | Ben Barker (Toutes)               | Marius Nakken (no) (Toutes)       | Philipp Sager (Toutes)               |
| 55  | Christopher Zöchling (de) (3) | Dinamic GT                               | Porsche 911 GT3 R                                        | B                         |                                   |                                   |                                      |
| 56  |                               | Dinamic GT                               | Porsche 911 GT3 R                                        | S                         | Daniele Di Amato (Toutes)         | Jop Rappange (Toutes)             | Tanart Sathienthirakul (en) (Toutes) |
| 56  | Adrien de Leener (de) (3)     | Dinamic GT                               | Porsche 911 GT3 R                                        | S                         |                                   |                                   |                                      |
| 57  |                               | Winward Racing                           | Mercedes-AMG GT3 Evo                                     | G                         | Indy Dontje (en) (Toutes)         | Philip Ellis (Toutes)             | Russell Ward (en) (Toutes)           |
| 58  |                               | GRT Grasser Racing Team                  | Lamborghini Huracán GT3 Evo2                             | S                         | Fabrizio Crestani (Toutes)        | Sam Neary (Toutes)                | Ricky Capo (1-3)                     |
| 58  | Gerhard Tweraser (en) (3-5)   | GRT Grasser Racing Team                  | Lamborghini Huracán GT3 Evo2                             | S                         |                                   |                                   |                                      |
| 60  |                               | VSR (en)                                 | Lamborghini Huracán GT3 Evo2                             | S                         | Luis Michael Dörrbecker (en) (3)  | Baptiste Moulin (3)               | Marcus Påverud (3)                   |
| 60  | Artem Petrov (3)              | VSR (en)                                 | Lamborghini Huracán GT3 Evo2                             | S                         |                                   |                                   |                                      |
| 62  |                               | Team Parker Racing                       | Porsche 911 GT3 R                                        | B                         | Kiern Jewiss (1-4)                | Derek Pierce (1-4)                | Jaxon Evans (1)                      |
| 62  | Andy Meyrick (2-4)            | Team Parker Racing                       | Porsche 911 GT3 R                                        | B                         | Xavier Maassen (3)                |                                   |                                      |
| 63  |                               | Iron Lynx                                | Lamborghini Huracán GT3 Evo2                             | P                         | Mirko Bortolotti (Toutes)         | Andrea Caldarelli (Toutes)        | Jordan Pepper (Toutes)               |
| 64  |                               | Haupt Racing Team                        | Mercedes-AMG GT3 Evo                                     | PA                        | Matt Bell (3)                     | Frank Bird (3)                    | James Cottingham (3)                 |
| 64  | Naveen Rao (de) (3)           | Haupt Racing Team                        | Mercedes-AMG GT3 Evo                                     | PA                        |                                   |                                   |                                      |
| 66  |                               | Tresor Attempto Racing                   | Audi R8 LMS Evo II                                       | B                         | Andrey Mukovoz (Toutes)           | Dylan Pereira (Toutes)            | Kikko Galbiati (1-4)                 |
| 66  | Sean Hudspeth (3)             | Tresor Attempto Racing                   | Audi R8 LMS Evo II                                       | B                         | Christopher Zöchling (5)          |                                   |                                      |
| 70  |                               | Leipert Motorsport (de)                  | Lamborghini Huracán GT3 Evo Lamborghini Huracán GT3 Evo2 | S                         | Jean-Francois Brunot (2)          | Brendon Leitch (en) (2)           | Kerong Li (2)                        |
| 70  | PA                            | Leipert Motorsport (de)                  | Lamborghini Huracán GT3 Evo Lamborghini Huracán GT3 Evo2 | Jean-Francois Brunot (3)  | Brendon Leitch (en) (3)           | Kerong Li (3)                     |                                      |
| 70  | PA                            | Leipert Motorsport (de)                  | Lamborghini Huracán GT3 Evo Lamborghini Huracán GT3 Evo2 | Gerhard Watzinger (3)     |                                   |                                   |                                      |
| 71  |                               | AF Corse                                 | Ferrari 296 GT3                                          | P                         | Antonio Fuoco (Toutes)            | Davide Rigon (Toutes)             | Alessandro Pier Guidi (1)            |
| 71  | Daniel Serra (2-5)            | AF Corse                                 | Ferrari 296 GT3                                          | P                         |                                   |                                   |                                      |
| 75  |                               | SunEnergy1 Racing                        | Mercedes-AMG GT3 Evo                                     | PA                        | Nicky Catsburg (3)                | Kenny Habul (3)                   | Martin Konrad (3)                    |
| 75  | Chaz Mostert (en) (3)         | SunEnergy1 Racing                        | Mercedes-AMG GT3 Evo                                     | PA                        | Adam Osieka (3)                   |                                   |                                      |
| 78  |                               | Barwell Motorsport                       | Lamborghini Huracán GT3 Evo2                             | PA                        | Rob Collard (en) (Toutes)         | Dennis Lind (en) (Toutes)         | Adam Balon (1-2, 5)                  |
| 78  | Patrick Kujala (en) (3)       | Barwell Motorsport                       | Lamborghini Huracán GT3 Evo2                             | PA                        | Bashar Mardini (3)                |                                   |                                      |
| 79  |                               | Haupt Racing Team                        | Mercedes-AMG GT3 Evo                                     | B                         | Sébastien Baud (Toutes)           | Hubert Haupt (de) (Toutes)        | Arjun Maini (Toutes)                 |
| 79  | Jordan Love (en) (3)          | Haupt Racing Team                        | Mercedes-AMG GT3 Evo                                     | B                         |                                   |                                   |                                      |
| 81  |                               | Theeba Motorsport (en)                   | Mercedes-AMG GT3 Evo                                     | B                         | Ralf Aron (Toutes)                | Reema Juffali (Toutes)            | Alain Valente (de) (Toutes)          |
| 81  | Yannick Mettler (de) (3)      | Theeba Motorsport (en)                   | Mercedes-AMG GT3 Evo                                     | B                         |                                   |                                   |                                      |
| 83  |                               | Iron Dames                               | Lamborghini Huracán GT3 Evo2                             | B                         | Sarah Bovy (Toutes)               | Rahel Frey (Toutes)               | Michelle Gatting (Toutes)            |
| 83  | Doriane Pin (3)               | Iron Dames                               | Lamborghini Huracán GT3 Evo2                             | B                         |                                   |                                   |                                      |
| 85  |                               | GRT Grasser Racing Team                  | Lamborghini Huracán GT3 Evo2                             | S                         | Benjamín Hites (es) (Toutes)      | Clemens Schmid (de) (Toutes)      | Kay van Berlo (1)                    |
| 85  | Glenn van Berlo (en) (2-5)    | GRT Grasser Racing Team                  | Lamborghini Huracán GT3 Evo2                             | S                         |                                   |                                   |                                      |
| 87  |                               | AKKodis ASP Team                         | Mercedes-AMG GT3 Evo                                     | P                         | Thomas Drouet (Toutes)            | Lorenzo Ferrari (en) (Toutes)     | Maximilian Götz (Toutes)             |
| 88  |                               | AKKodis ASP Team                         | Mercedes-AMG GT3 Evo                                     | P                         | Timur Boguslavskiy (Toutes)       | Jules Gounon (Toutes)             | Raffaele Marciello (Toutes)          |
| 89  |                               | AKKodis ASP Team                         | Mercedes-AMG GT3 Evo                                     | B                         | Adalberto Baptista (2–3, 5)       | Bruno Baptista (en) (2–3, 5)      | Rodrigo Baptista (2–3, 5)            |
| 89  | Alan Hellmeister (pt) (3)     | AKKodis ASP Team                         | Mercedes-AMG GT3 Evo                                     | B                         |                                   |                                   |                                      |
| 90  |                               | Madpanda Motorsport (en)                 | Mercedes-AMG GT3 Evo                                     | S                         | Magnus Gustavsen (Toutes)         | Alexey Nesov (Toutes)             | Ezequiel Pérez Companc (en) (Toutes) |
| 90  | Jesse Salmenautio (3)         | Madpanda Motorsport (en)                 | Mercedes-AMG GT3 Evo                                     | S                         |                                   |                                   |                                      |
| 91  |                               | Herberth Motorsport                      | Porsche 911 GT3 R                                        | B                         | Ralf Bohn (de) (Toutes)           | Robert Renauer (de) (Toutes)      | Alfred Renauer (de) (1–3, 5)         |
| 91  | Kay van Berlo (3)             | Herberth Motorsport                      | Porsche 911 GT3 R                                        | B                         | Tim Heinemann (en) (4)            |                                   |                                      |
| 92  |                               | Manthey EMA                              | Porsche 911 GT3 R                                        | P                         | Julien Andlauer (3)               | Kévin Estre (3)                   | Laurens Vanthoor (3)                 |
| 93  |                               | Sky – Tempesta Racing                    | McLaren 720S GT3 Evo                                     | B                         | Eddie Cheever III (en) (Toutes)   | Chris Froggatt (Toutes)           | Jonathan Hui (Toutes)                |
| 93  | Jeffrey Schmidt (3)           | Sky – Tempesta Racing                    | McLaren 720S GT3 Evo                                     | B                         |                                   |                                   |                                      |
| 96  |                               | Rutronik Racing                          | Porsche 911 GT3 R                                        | P                         | Laurin Heinrich (en) (Toutes)     | Dennis Olsen (Toutes)             | Thomas Preining (Toutes)             |
| 98  |                               | Rowe Racing                              | BMW M4 GT3                                               | P                         | Philipp Eng (Toutes)              | Marco Wittmann (Toutes)           | Nick Yelloly (Toutes)                |
| 99  |                               | Tresor Attempto Racing                   | Audi R8 LMS Evo II                                       | S                         | Alex Aka (en) (Toutes)            | Pietro Delli Guanti (en) (Toutes) | Lorenzo Patrese (Toutes)             |
| 132 |                               | GMG Racing par Car Collection Motorsport | Porsche 911 GT3 R                                        | PA                        | Jeroen Bleekemolen (3)            | Patrick Long (3)                  | James Sofronas (en) (3)              |
| 132 | Kyle Washington (3)           | GMG Racing par Car Collection Motorsport | Porsche 911 GT3 R                                        | PA                        |                                   |                                   |                                      |
| 157 |                               | Winward Racing                           | Mercedes-AMG GT3 Evo                                     | G                         | Miklas Born (de) (Toutes)         | David Schumacher (Toutes)         | Marius Zug (en) (Toutes)             |
| 159 |                               | Garage 59                                | McLaren 720S GT3 Evo                                     | P                         | Benjamin Goethe (en) (Toutes)     | Marvin Kirchhöfer (Toutes)        | Nicolai Kjærgaard (en) (Toutes)      |
| 188 |                               | Garage 59                                | McLaren 720S GT3 Evo                                     | B                         | Henrique Chaves (Toutes)          | Louis Prette (en) (Toutes)        | Miguel Ramos (Toutes)                |
| 188 | Conrad Grunewald (de) (3)     | Garage 59                                | McLaren 720S GT3 Evo                                     | B                         |                                   |                                   |                                      |
| 216 |                               | Modena Motorsports                       | Porsche 911 GT3 R                                        | PA                        | Mathias Beche (3)                 | John Shen (3)                     | Benny Simonsen (3)                   |
| 216 | Francis Tjia (3)              | Modena Motorsports                       | Porsche 911 GT3 R                                        | PA                        |                                   |                                   |                                      |
| 777 |                               | Mercedes-AMG Team AlManar                | Mercedes-AMG GT3 Evo                                     | P                         | Fabian Schiller (en) (Toutes)     | Luca Stolz (en) (Toutes)          | Maro Engel< (1-2, 4-5)               |
| 777 | Lucas Auer (3)                | Mercedes-AMG Team AlManar                | Mercedes-AMG GT3 Evo                                     | P                         |                                   |                                   |                                      |
| 888 |                               | CSA Racing                               | Audi R8 LMS Evo II                                       | B                         | Arthur Rougier (1-2, 5)           | Erwin Creed (1-2)                 | Igor Waliłko (1)                     |
| 888 | Lucas Légeret (2)             | CSA Racing                               | Audi R8 LMS Evo II                                       | B                         | Alexandre Cougnaud (5)            | Arnold Robin (5)                  |                                      |
| 888 | PA                            | CSA Racing                               | Audi R8 LMS Evo II                                       | Erwin Creed (3-4)         | Arthur Rougier (3-4)              | Jean Glorieux (3)                 |                                      |
| 888 | PA                            | CSA Racing                               | Audi R8 LMS Evo II                                       | Casper Stevenson (en) (3) |                                   |                                   |                                      |
| 911 |                               | Pure Rxcing                              | Porsche 911 GT3 R                                        | B                         | Klaus Bachler (Toutes)            | Alex Malykhin (Toutes)            | Joel Sturm (Toutes)                  |
| 911 | Marco Seefried (3)            | Pure Rxcing                              | Porsche 911 GT3 R                                        | B                         |                                   |                                   |                                      |
| 998 |                               | Rowe Racing                              | BMW M4 GT3                                               | P                         | Daniel Harper (en) (Toutes)       | Max Hesse (en) (Toutes)           | Neil Verhagen (en) (Toutes)          |
| 999 |                               | Mercedes-AMG Team GruppeM Racing         | Mercedes-AMG GT3 Evo                                     | P                         | Maro Engel (3)                    | Mikaël Grenier (3)                | Daniel Juncadella (3)                |